# 山田邦子の今夜もおつかれ!
山田邦子の今夜もおつかれ!（やまだくにこのこんやもおつかれ!）はニッポン放送で2003年9月29日から2004年3月26日まで「ショウアップナイターストライク!」の枠内で19:40 - 19:50までの10分間に放送されたラジオ番組。パーソナリティは山田邦子。
毎日リスナーから送られてきた愚痴や不満・失敗談の手紙及びメールを1日1通紹介し、山田邦子らしく相談にのるという番組。
なおこの番組を最後に、途中途切れはしたものの、山田が長年レギュラーを持っていたニッポン放送でのレギュラー番組は現時点では最後である。また2009年現在、この番組の最終回を最後にニッポン放送にはレギュラー出演は一切していない（出演のみでも2008年にテリー伊藤のってけラジオ、2009年11月27日に垣花正のあなたとハッピー!にゲスト出演したのみ）。